# Odontorhynchus lonchiferus
Odontorhynchus lonchiferus är en plattmaskart som beskrevs av Tor Karling 1947. Odontorhynchus lonchiferus ingår i släktet Odontorhynchus och familjen Gnathorhynchidae. Arten är reproducerande i Sverige. Inga underarter finns listade i Catalogue of Life.